# Woldetensaé Ghebreghiorghis
Woldetensaé Ghebreghiorghis OFMCap (* 12. Oktober 1940 in Maiweini, Eritrea) ist ein eritreischer Ordensgeistlicher, Bischof der Römisch-Katholischen Kirche und emeritierter  Apostolischer Vikar von Harar in Äthiopien.

## Leben
Woldetensaé Ghebreghiorgis trat der Ordensgemeinschaft der Kapuziner bei und empfing am 21. Januar 1968 die Priesterweihe. Von 1987 bis zum 21. Dezember 1992 war er Apostolischer Administrator von Harar.
Am 21. Dezember 1992 wurde er, unter gleichzeitiger Berufung zum Apostolischen Vikar von Harar, zum Titularbischof von Asuoremixta ernannt. Kardinal Paulos Tzadua, der Erzbischof und Metropolit von Addis Abeba, spendete ihm am 23. Mai 1993 die Bischofsweihe; ihm assistierten die Mitkonsekratoren Zekarias Yohannes, Bischof von Asmara, und Kidane-Mariam Teklehaimanot, Bischof von Adigrat.
Bischof Ghebreghtighotis war Präsident der Ökumenischen Kommission der Katholischen Kirche in Äthiopien. Er war Mitkonsekrator bei Berhaneyesus Demerew Souraphiel CM zum Titularbischof von Bita, Abraham Desta zum Titularbischof von Horrea Aninici und Bischof Musie Ghebreghiorghis zum Bischof von Emdeber.
Papst Franziskus nahm am 16. April 2016 seinen altersbedingten Rücktritt an.